# Iglesia de Santa Águeda la Nueva (Jérica)
La iglesia de Santa Águeda la Nueva de la localidad de Jérica (comarca del Alto Palancia, Provincia de Castellón, España) se localiza en la Plaza de la Iglesia junto a la Plaza Hermano Mariano Rodríguez.
Está catalogada como Bien de Relevancia Local, según consta en la Dirección General de Patrimonio Artístico de la Generalidad Valenciana, con código identificativo: 12.07.071-012.

## Historia
Según consta en documentación escrita, en el año 1385, el infante Don Martín (que había recibido el recientemente instaurado Condado de Jérica de las manos del rey Pedro IV de Aragón, al quedar la casa de Jérica extinta, por no dejar Juan Alfonso de Jérica herederos a su muerte, acaecida en 1369; pese a existir un pacto para la vuelta de la propiedad a manos de la Corona, al producirse posteriormente el acordado matrimonio entre María de Luna y el infante Don Martín), donó su palacio y el huerto adjunto, para poder disponer de terreno donde construir la nueva iglesia de Santa Águeda; lo que provocó la paralización de las obras de la conocida actualmente Ermita de San Roque, que en aquella época se conocía como Santa Águeda.
De este modo, el 22 de noviembre de 1395 se contrata la obra, con un coste de 10300 sueldos, encargándose de la misma el maestro cantero Miguel García; tras acto de concierto realizado en Segorbe el 11 de enero de ese mismo año. El culto en la nueva iglesia se inicia a partir del 22 de febrero de 1396.
Se dispone de diferente documentación escrita que atestigua todos estos hechos, como pueden ser cartas de pago (ápocas) entre Miguel García, el maestro cantero y Pascual Ordán, jurado de Jérica, datadas el 11 de octubre de 1397, por 2200 sueldos de los 10.300 que había de cobrar era para la construcción de la nueva iglesia. También existen documentos notariales de Lope López Moltalvan, notario den 1401, entre otros.
De este modo se inició una iglesia que tendría estilo gótico, pero que entrado el siglo XVII, sufrió una remodelación en estilo barroco (que Soria data en 1659), en la que debió llevarse a cabo la portada barroca, considerada por los expertos como un monumental ejemplo de puerta tipo retablo, modelo de puerta de acceso, que por otra parte, está muy extendido por esta zona.
La Capilla de la Comunión se construyó en el siglo XVIII, siguiendo las pautas de la arquitectura neoclásica.
Durante el guerra civil española la iglesia sufrió grandes daños, por lo que fueron necesarios trabajos de reconstrucción, en un primer momento consistentes en actuar sobre estructura y cimientos, para pasar posteriormente a construir una estructura abovedada para poder hacer frente a los problemas arquitectónicos que ocasionaba un corrimiento de tierras de un lado de la iglesia. Para acabar se procedió a la restauración completa del interior (pavimento, revocos, enlucidos, e instalaciones…) y de la fachada. En esta remodelación se incorporaron también elementos de nueva ejecución como por ejemplo el púlpito, la sillería o la calajera de la sacristía, que habían quedado totalmente destruidos.
Estos trabajos fueron llevados a cabo por de la Dirección General de Regiones Devastadas, que en Jérica construyeron también la Casa Rectoral, de nueva planta, adosada al templo parroquial.

## Descripción
Se trata de una iglesia de dos naves: central y lateral, que se sitúa en el lado de la epístola. Tiene seis tramos o crujías y capillas laterales comunicadas interiormente entre sí, que presentan mayor profundas en el lado del evangelio.

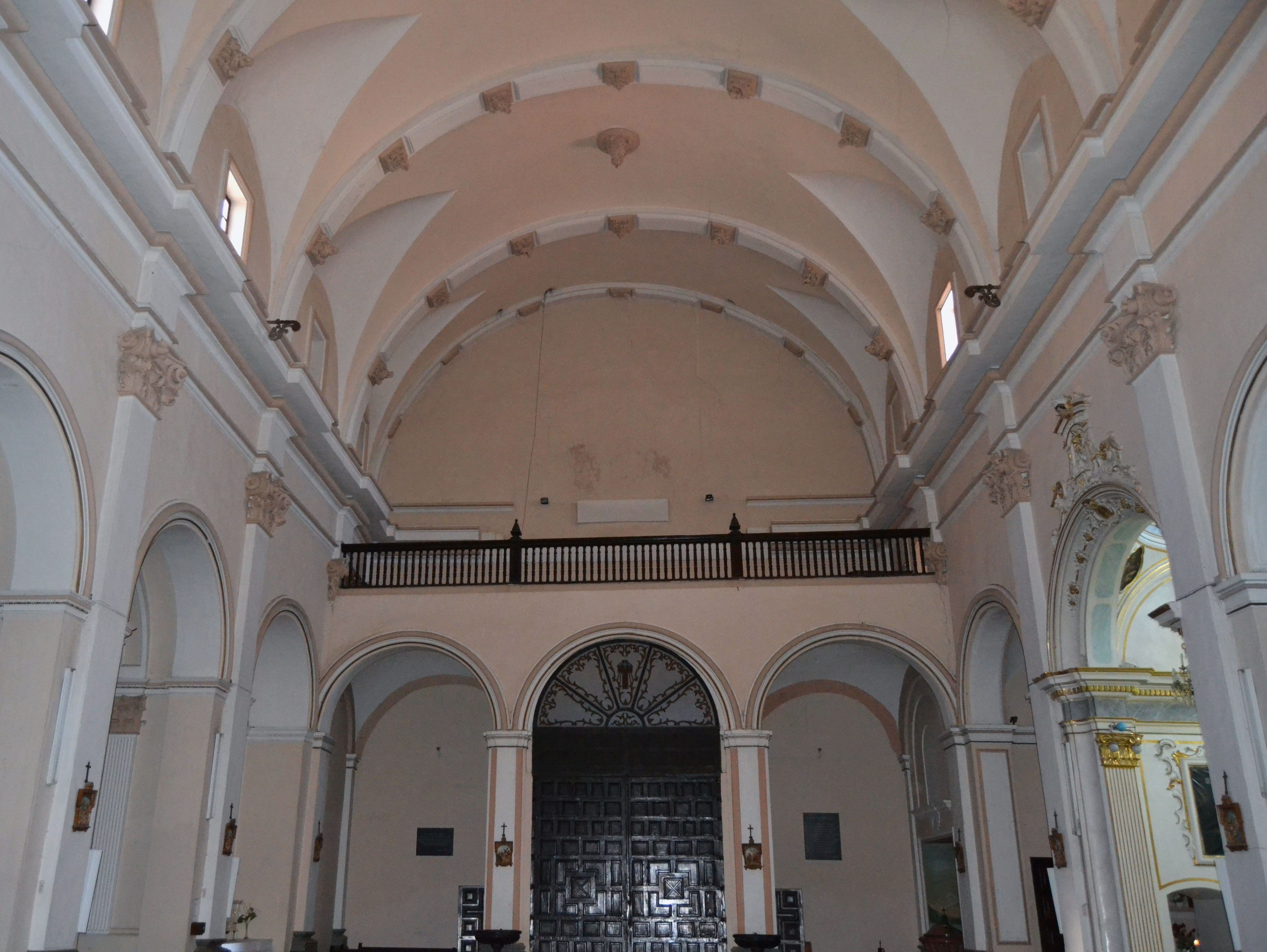
Vista hacia los pies

El acceso al espacio interior, se realiza en el primer tramo de la nave principal, en el que existe coro alto, soportado mediante pórtico.
La nave central presenta bóveda de cañón interrumpida por lunetas y por una estructura abovedada que se construyó durante la restauración del edificio en el año 1942, que se denomina cincho. Por su parte, la nave lateral, presenta cúpulas en cada tramo, apoyadas sobre machones los cuales son también el soporte de los arcos de medio punto.
En el lado de la epístola se ubican el sagrario, que presenta una doble vía de acceso, por el ábside y por la nave lateral. También se sitúa en este lado la capilla de la comunión, que recae a la fachada principal y que dispone de otro acceso desde la nave lateral.
Como ya se comentó en la sección de historia, la mayoría de los acabados corresponden a la restauración realizada tras la guerra civil. Por ello, si quedan pocos restos de la remodelación del templo en el siglo XVII, no queda nada de su construcción gótica originaria.
La fachada principal, se sitúa a los pies de la iglesia y presenta como decoración exclusiva la ya mencionada monumental puerta en forma de retablo, obra del siglo XVIII.

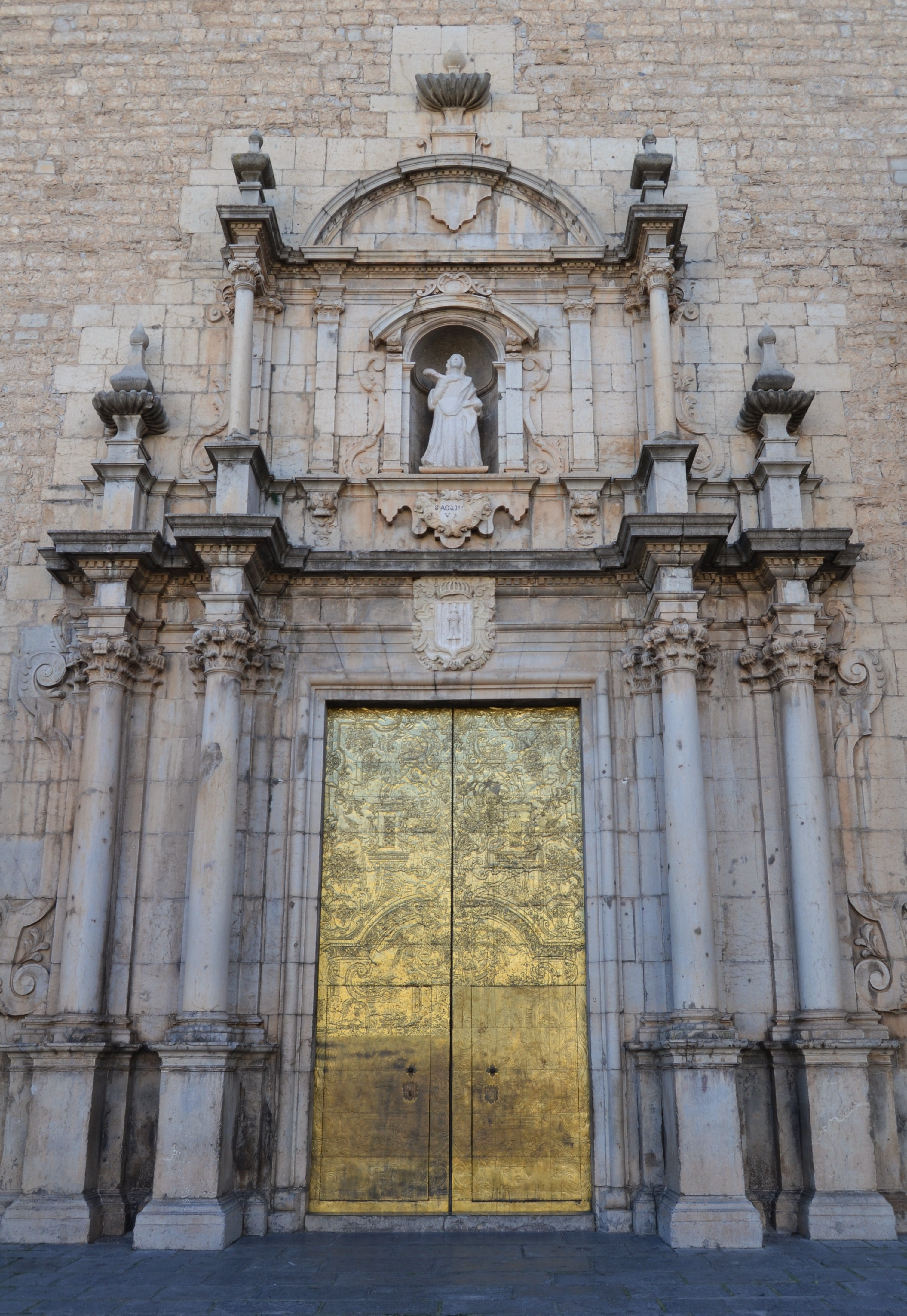
Fachada principal
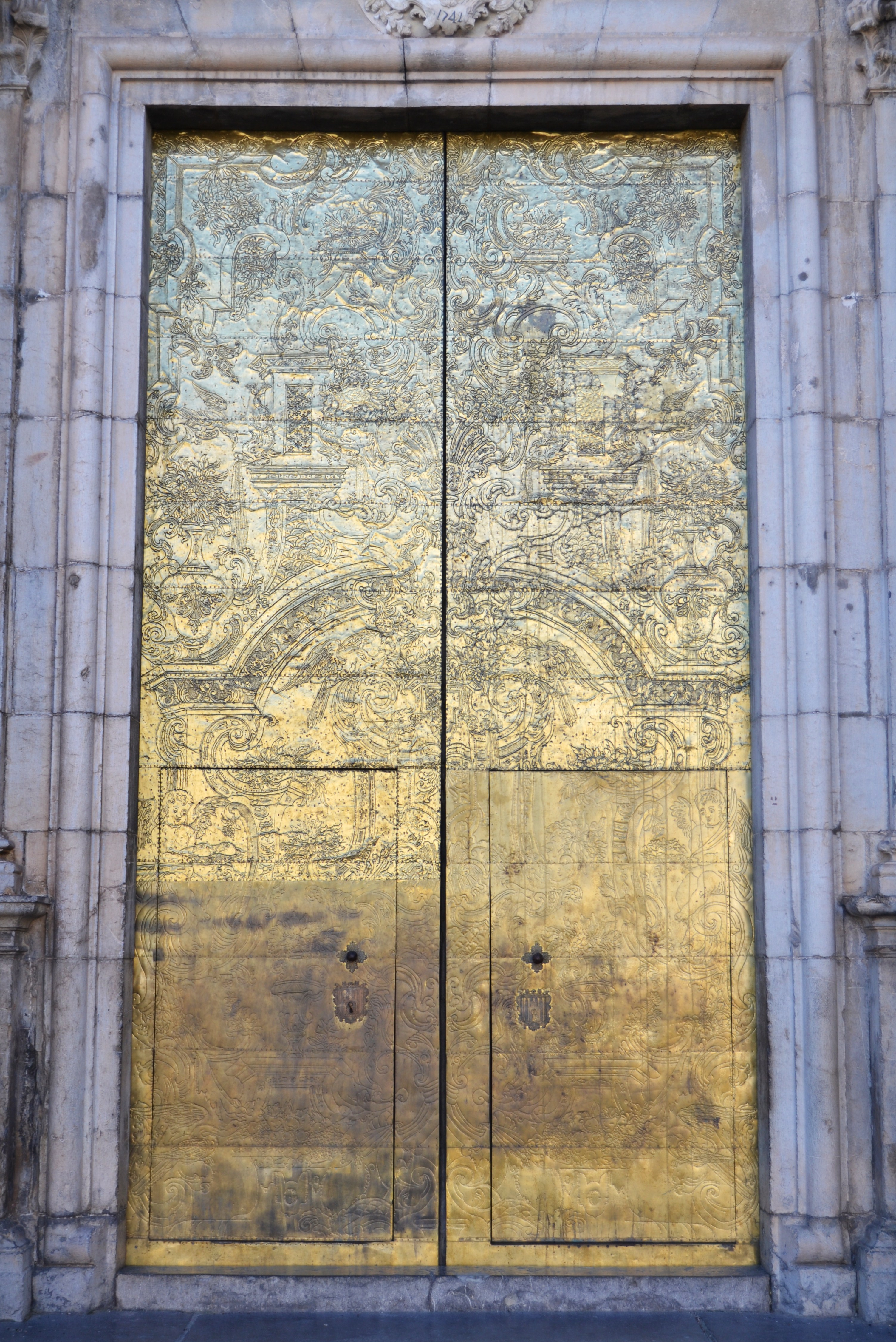
Detalle puerta acceso
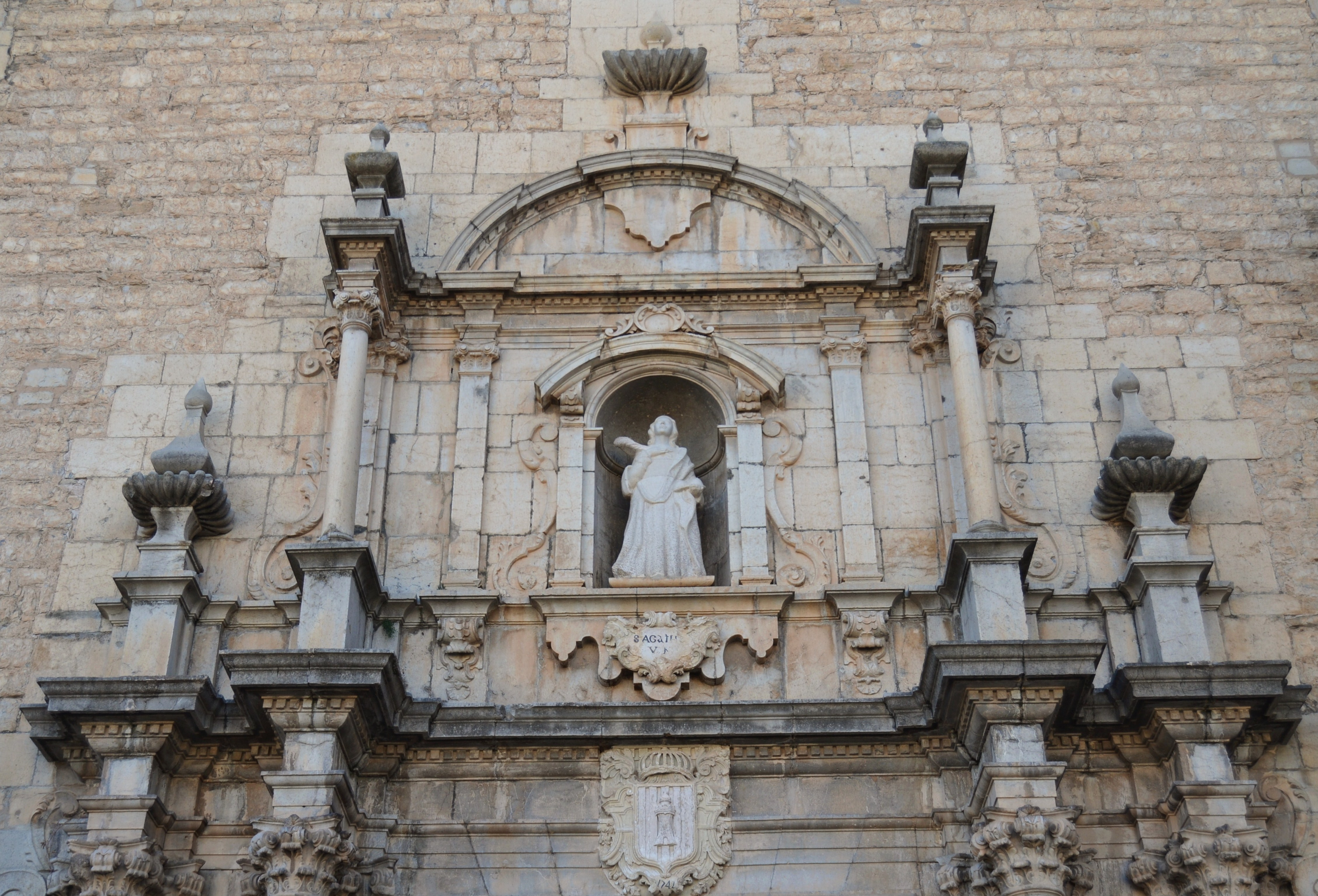
Detalle de la portada en retablo
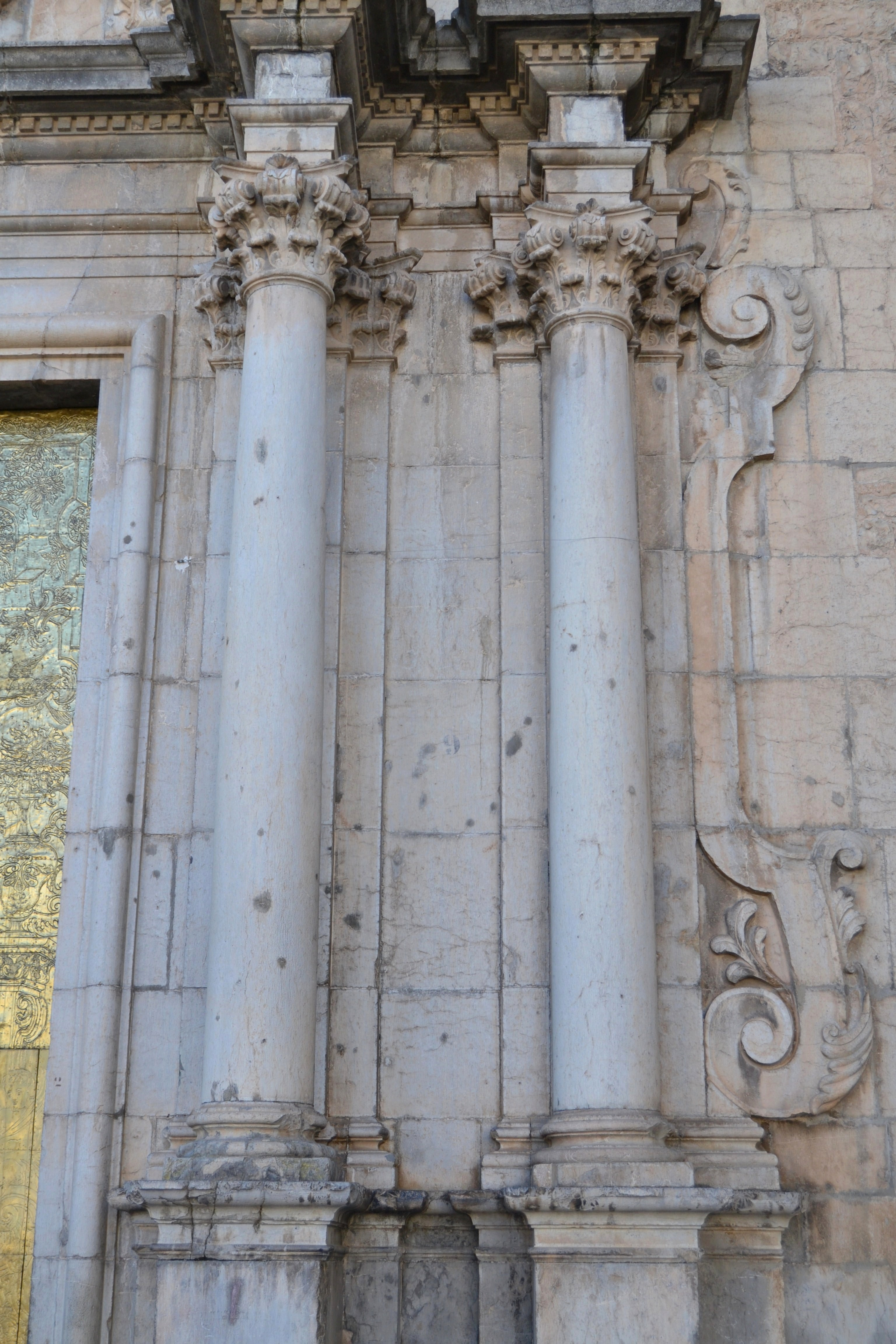
Detalle pilatras puerta principal
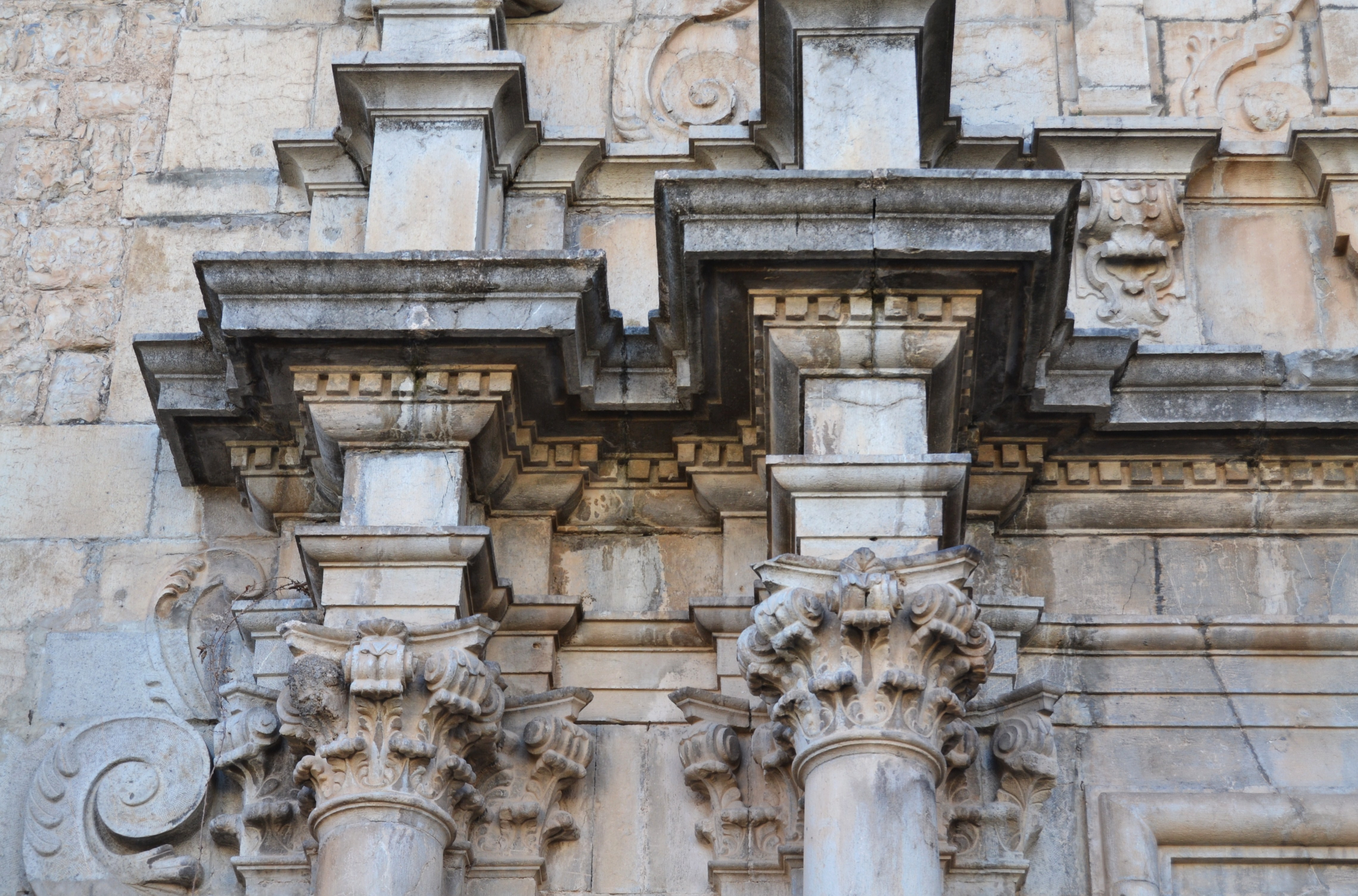
Detalles capiteles y entablamento

En el cuerpo inferior, está puerta adintelada, franqueada por doble columna y, en su eje, presenta un escudo con fecha, que podría ser 1749, así como una hornacina con imagen. Todo ello se remata asoma un pequeño campanil. Destaca en la fachada principal el saliente debido a la existencia de la capilla de la comunión, construida posteriormente al diseño de la planta de la iglesia.

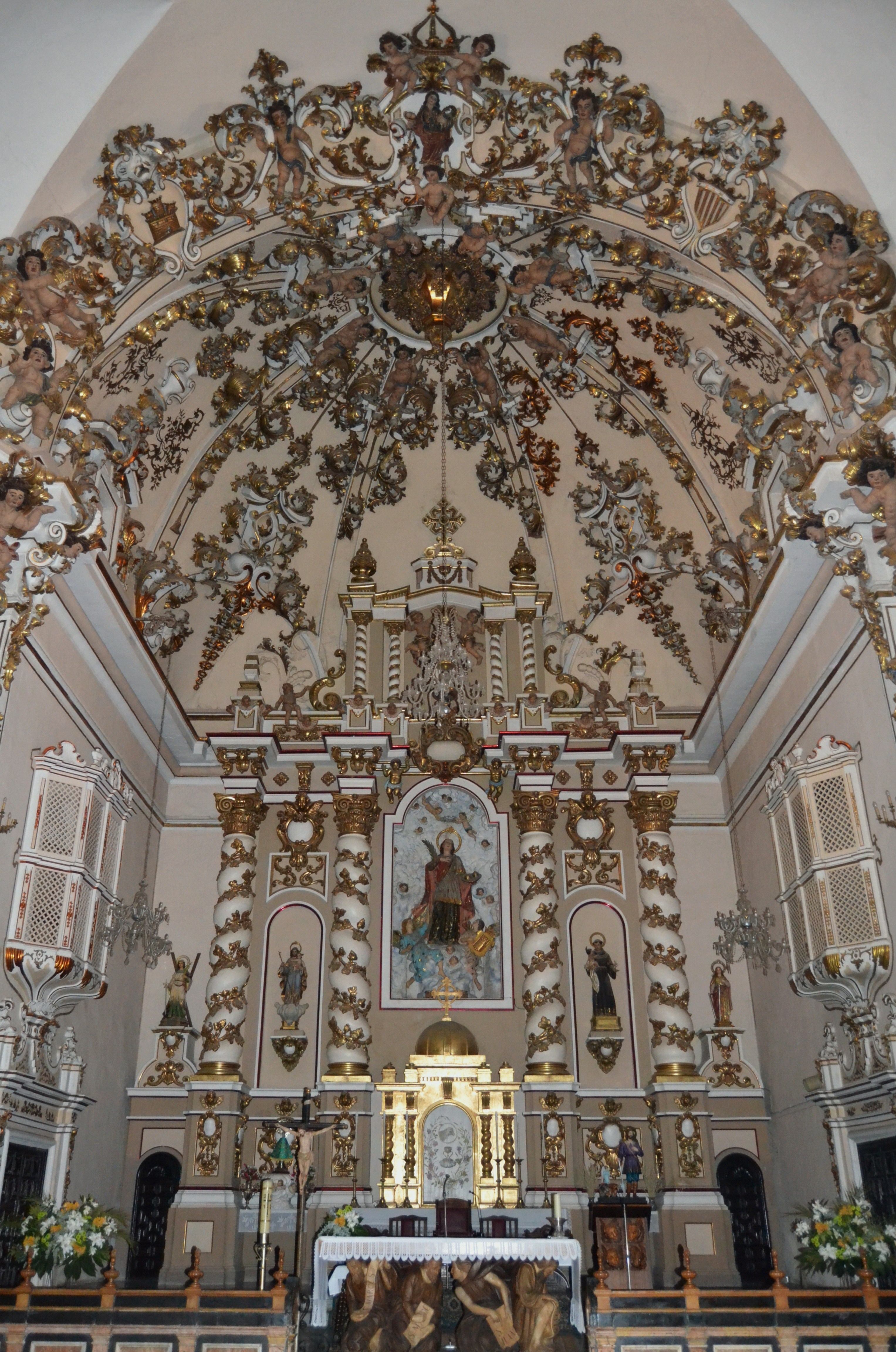
altar mayor
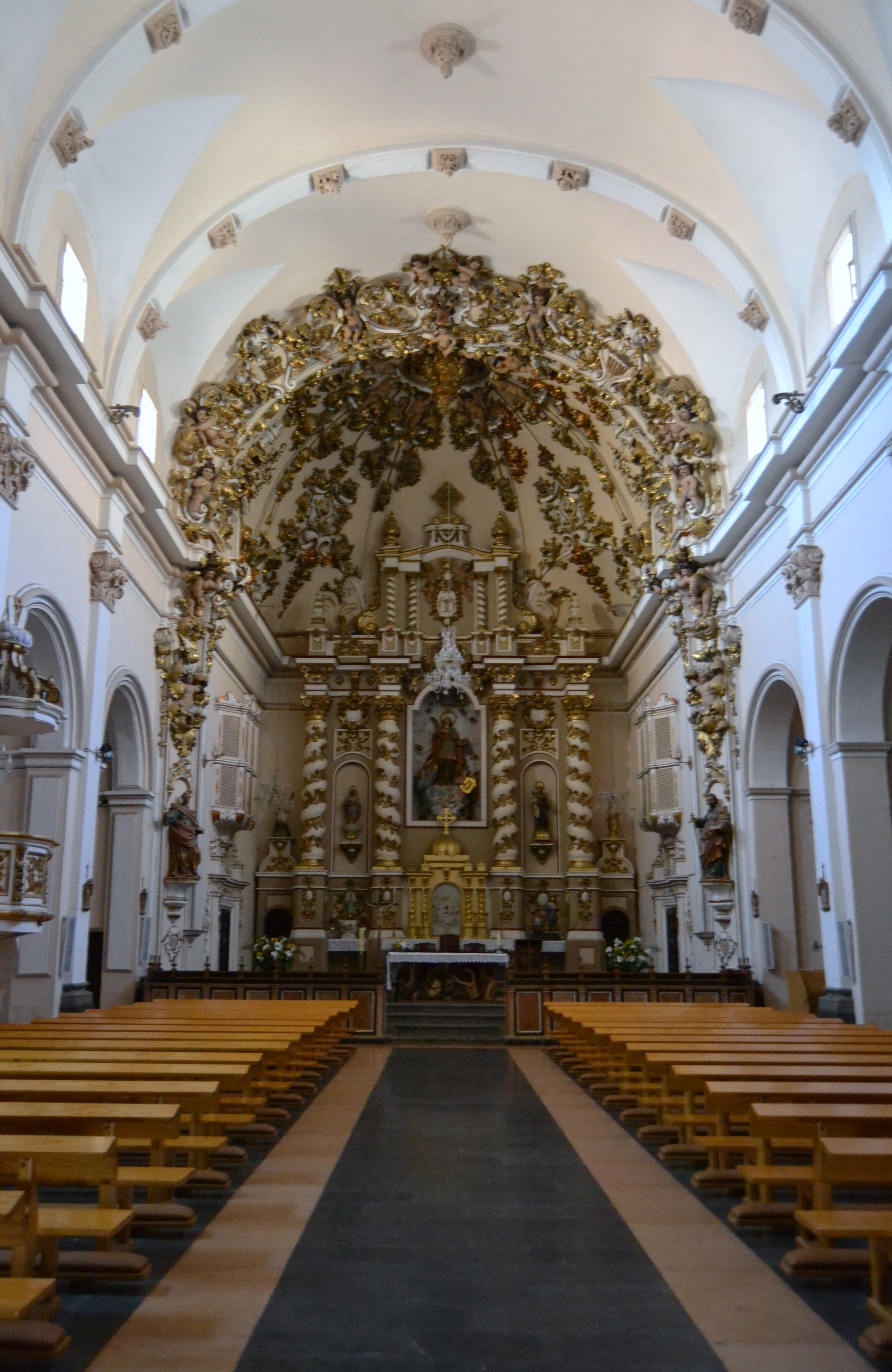
Interior de la iglesia
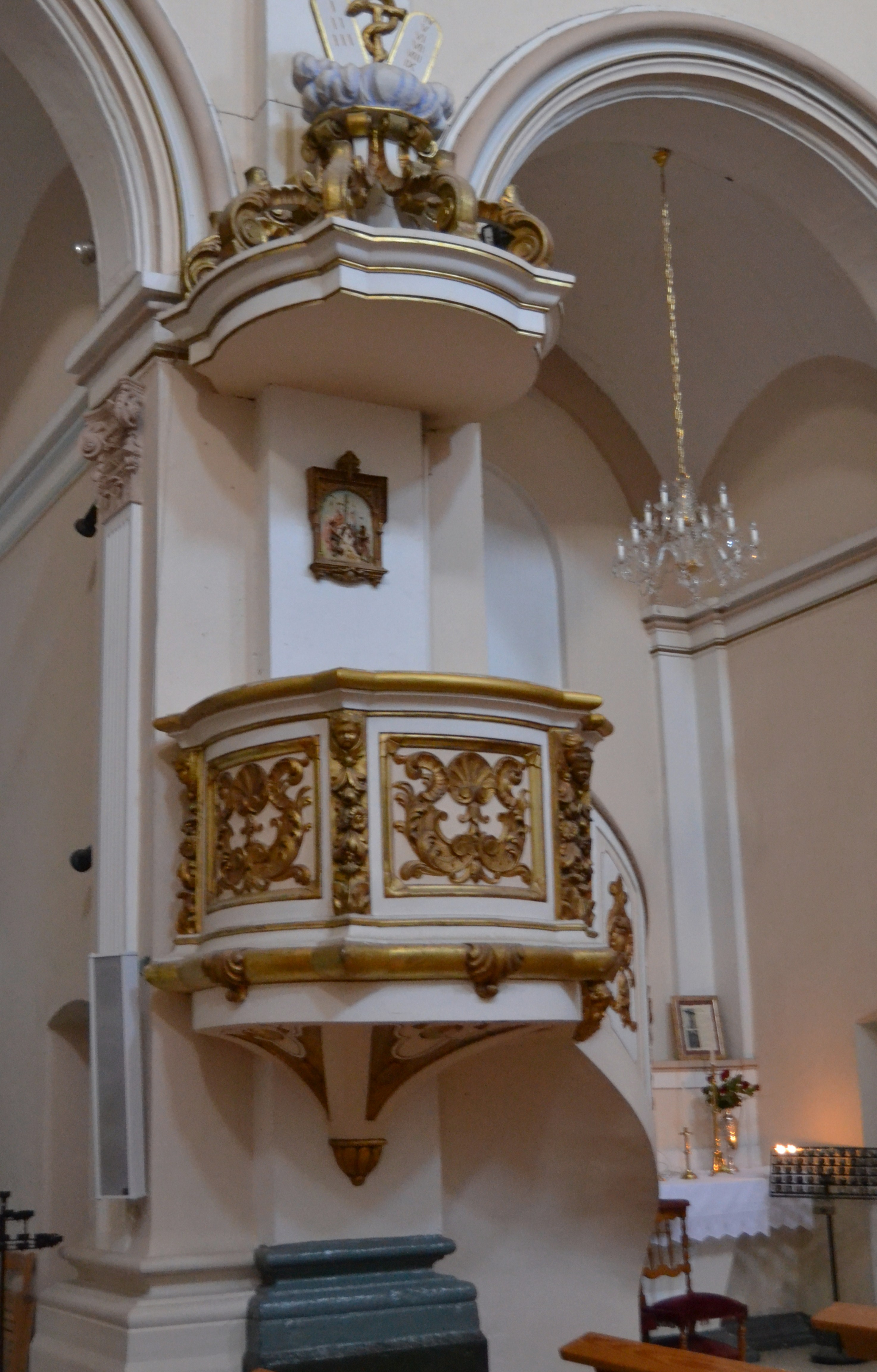
Púlpito
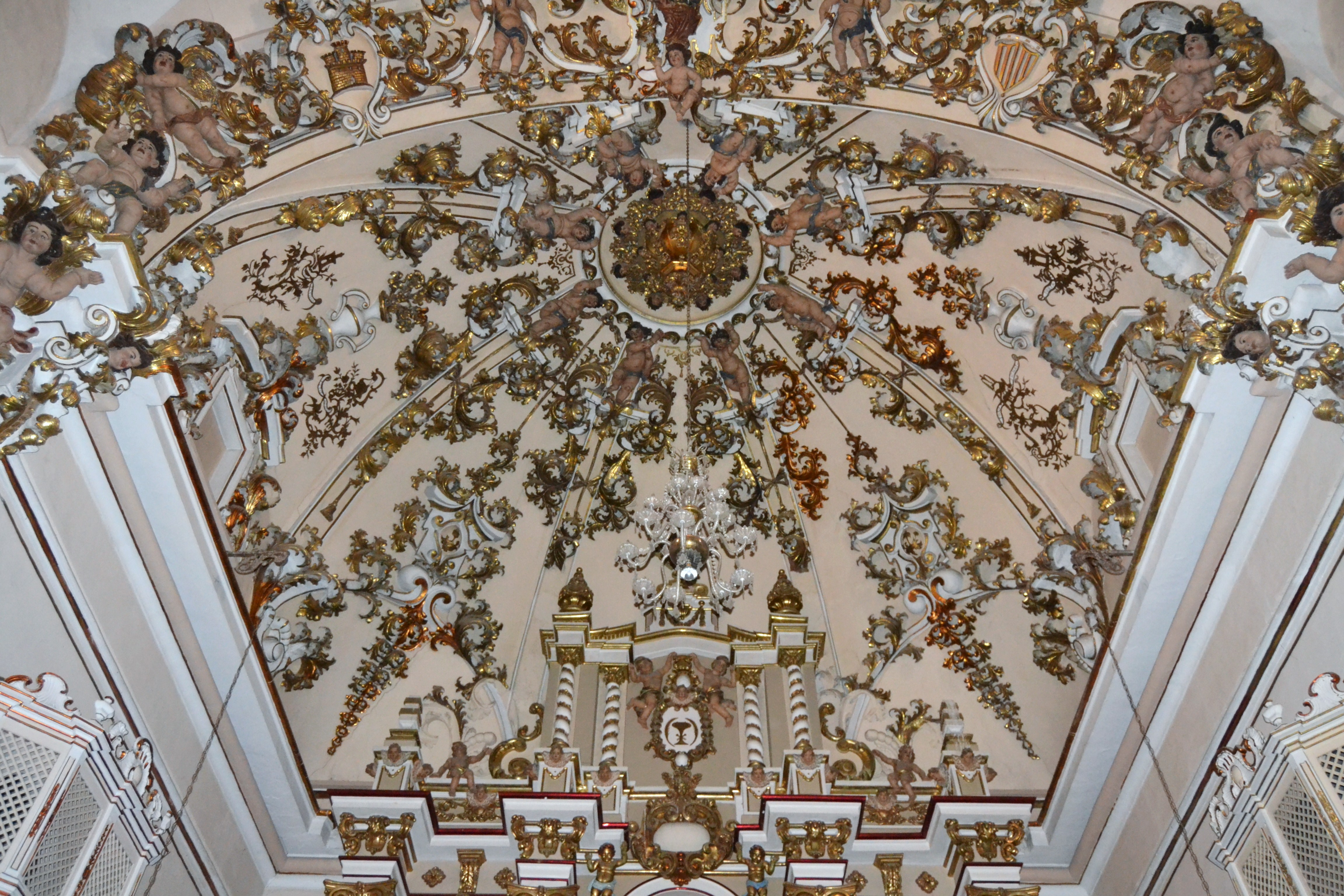
Bóveda barroca del presbiterio
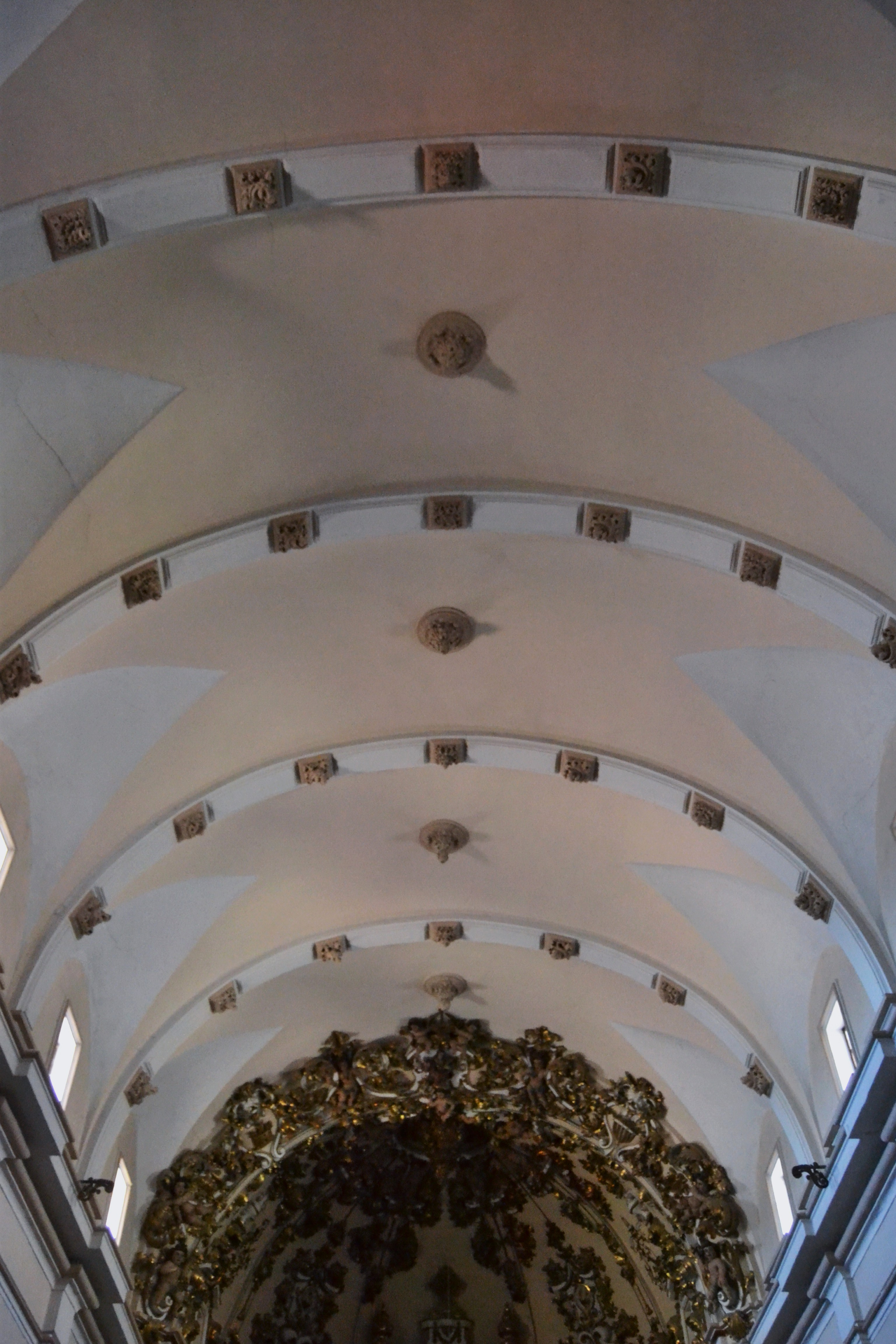
Bóvedas interiores

La fachada lateral, que da al patio, se caracteriza por la presencia de fuertes contrafuertes y por la existencia en lienzo retrasado, de los huecos para la iluminación del templo. Por su parte, la otra nave lateral, la recayente a la Cuesta de Zalón, y formando parte del trazado urbano, se distingue un torreón circular y parte de otro, que constituyen fragmentos del tercer lienzo de murallas. Por último volver a indicar que la casa rectoral (añadida en la reconstrucción realizada por la Dirección General de Regiones Devastadas, en 1942), se puede observar junto a los estribos, adosada a la iglesia.